# Szekó József
Szekó József (Mohács, 1954. december 21. – Mohács, 2019. szeptember 27.) magyar politikus (Fidesz), országgyűlési képviselő (2010 és 2014 között), 1998. október 18-tól haláláig Mohács polgármestere.

## Életpályája
1954. december 21-én született Mohácson. Tanulmányai során vegyipari-gépész mérnök, műszaki tanári diplomát szerzett a Pollack Mihály Műszaki Főiskolán, majd 1995-ben közgazdasági szakokleveles menedzser képesítést szerzett a Janus Pannonius Tudományegyetem Közgazdaságtudományi Karán. Munkája során a többi között a mohácsi farostlemezgyár művezetőjeként, a Dunántúli Regionális Vízmű vezetőjeként, később az önkormányzat saját tulajdonú gazdasági társaságainál vezető beosztásban dolgozott 1998-ig, polgármesterré választásáig.
2010-ben pártja Baranya megyei listájáról szerzett országgyűlési mandátumot, amelyet a ciklus végéig 2014-ig viselt. 2006 és 2010 között a Baranya megyei Közgyűlés tagja.
1998. október 18-tól haláláig Mohács polgármestere volt. A 2002-es választás előtt felkérte az MSZP, hogy fogadja el az ő támogatásukat is, ilyen eseményre komolyabb nagyságú településen azóta sem volt példa. Ebben az évben 82 %-kal választották újra Mohács polgármesterévé. A 2019-es választáson a képviselőjelöltek, a polgármesterjelöltek és a főpolgármester-jelöltek szeptember 9-én 16 óráig adhatták le ajánlóíveken összegyűjtött ajánlásaikat. Halálával Szekó József egyben a polgármesterjelöltek közül kiesett.

### Halála
2019. szeptember 27-én Mohácson ülésezett a helyi képviselő-testület, ahol meg kellett volna jelennie, de arra már nem érkezett meg. Holttestét egy borospincében találták meg. Egyes források szerint baleset történhetett a gázzal teli pincében, azonban halálának körülményeiről nincs hivatalos információ.
2019. október 5-én kísérték utolsó útjára a mohácsi római katolikus temetőben. A szertartást Udvardy György veszprémi érsek (volt pécsi megyés püspök) celebrálta. A temetésen részt vett többek között Orbán Viktor miniszterelnök, Bánki Erik, Hoppál Péter, Hargitai János és Kósa Lajos országgyűlési képviselők.

## Halála után
Halálával a jelöltek közül Szekó József kiesett, így a 2019. október 13-án megtartott választáson csak egy jelöltre, az MSZP-s Csorbai Ferencre szavazhattak a választók, aki így meg is nyerte a választást, azonban a városi közgyűlés 2020. július 6-án egyhangúlag feloszlatta magát. Az emiatt szükségessé vált időközi önkormányzati választást 2020. szeptember 27-én tartották meg, amelyet Pávkovics Gábor, a Fidesz-KDNP jelöltje nyert meg.

## Díjai, elismerései
- Fáy Miklós-díj (2001)
- Magyar Köztársasági Ezüst Érdemkereszt (2003)
- Magyar Arany Érdemkereszt (2014)[7]
- Zsolnay-díj (2019)[8]
- Mohács díszpolgára (2020) /posztumusz/[9]
- Baranya megye díszpolgára (2020) /posztumusz/[10]